# 希瑟·黑德利

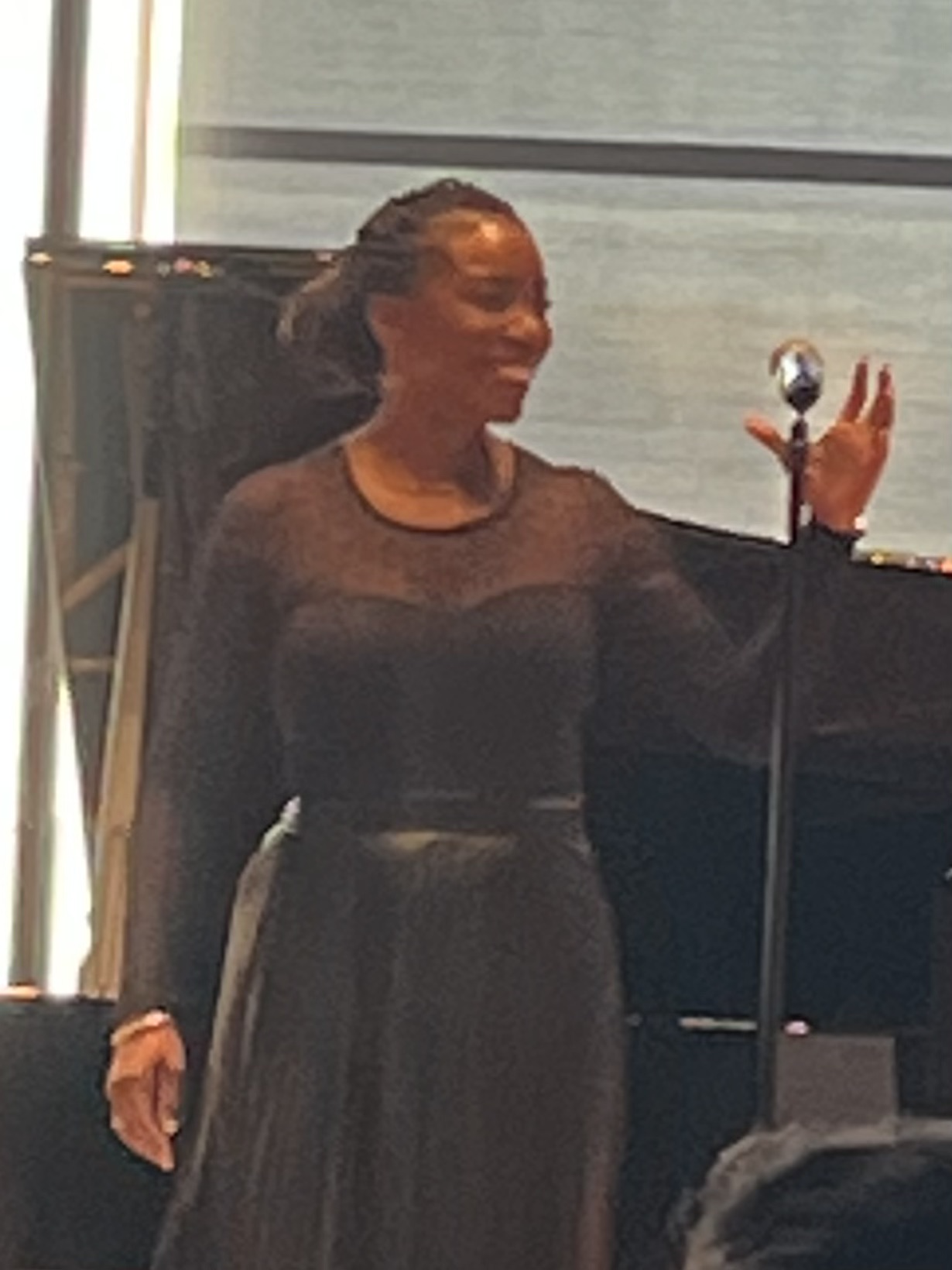

希瑟·黑德利（英語：Heather Headley，1974年10月5日—），女，特立尼达和多巴哥歌手、演员。曾获得托尼奖最佳音乐剧女主角。